# Taça de Portugal 1979/80
Die Taça de Portugal 1979/80 war die 40. Austragung des portugiesischen Pokalwettbewerbs. Er wurde vom portugiesischen Fußballverband ausgetragen. Das Finale fand am 7. Juni 1980 im Estádio Nacional von Oeiras statt. Pokalsieger wurde Benfica Lissabon, das sich im Finale gegen den FC Porto durchsetzte. Benfica qualifizierte sich mit dem Sieg für den Europapokal der Pokalsieger 1980/81.
Alle Begegnungen wurden in einem Spiel ausgetragen. Bei unentschiedenem Ausgang wurde zur Ermittlung des Siegers eine Verlängerung gespielt. Stand danach kein Sieger fest, wurde das Spiel wiederholt.

## Teilnehmende Teams
| Primeira Divisão (16) | Segunda Divisão (48) | Segunda Divisão (48) | Distrikte (1) |
| --- | --- | --- | --- |
| - SC Beira-Mar - Belenenses Lissabon - Benfica Lissabon - Sporting Braga - Boavista Porto - SC Espinho - GD Estoril Praia - Marítimo Funchal - Portimonense SC - FC Porto - Rio Ave FC - Sporting Lissabon - União Leiria - Varzim SC - Vitória Guimarães - Vitória Setúbal | - Académica de Coimbra - Académico de Viseu FC - GC Alcobaça - Amarante FC - Amora FC - Atlético CP - FC Barreirense - CD Beja - GD Bragança - Caldas SC - GD Chaves - CD Cova da Piedade - SC Covilhã - GD da Quimigal Barreiro - CF Estrela Amadora - SC Estela Portalegre - AD Fafe - FC Famalicão - SC Farense - CD Feirense - Gil Vicente FC - Juventude Évora - Leixões SC - Lusitano GC Évora                             | - Lusitânia Lourosa - GD Mangualde - CD Montijo - Nacional Funchal - Naval 1º de Maio - GD Nazarenos - SC Olhanense - Oliveira do Bairro SC - UD Oliveirense - Clube Oriental de Lisboa - FC Paços de Ferreira - USC Paredes - FC Penafiel - CD Portalegrense - GD Prado - GD Riopele - SG Sacavenense - SC Salgueiros - FC Seixal - SC União Torreense - União de Coimbra - União Lamas - UD Santarém - União de Tomar | - Sporting Ideal (Azoren) |
| Terceira Divisão (96) | | | |
| - RD Águeda - SC Alba - CD Alcains - AC Alcanenense - Aliados FC Lordelo - Almada AC - Desportivo Aves - O Elvas CAD - GD Alcochetense - SC Mineiro Aljustrelense - FC Alverca - GD Amiense - Anadia FC - Ançã FC - AA Avanca - UD Batalha - Benfica e Castelo Branco - SCE Bombarralense - SC Borbense - CF Bucelenses - Atlético Cabeceirense - Juventude Campinense - SC Campomaiorense - CD Carapinheirense | - SL Cartaxo - União Futebol Comércio e Indústria - GD Coruchense - Sporting Cuba - Desportivo Castelo Branco - Ermesinde SC - SC Esmoriz - CF Esperança Lagos - Estrela Vendas Novas - CF OS Elvenses - Febres SC - AD Fornos de Algodres - SC Freamunde - AD Guarda - GF Guiense - FC Infesta - SC Lamego - Leça FC - SC Leiria e Marrazes - AD Limianos - GS Loures - Lusitano FC Vildemoinhos - Lusitano VRSA - SC Lusitânia | - CA Macedo de Cavaleiros - SC Maria da Fonte - CF Marialvas - AC Malveira - AC Marinhense - Merelinense FC - SC Mirandela - FC Mogadourense - Desportivo Monção - CDC Montalegre - Moreirense FC - Odivelas FC - SL Olivais - CD Paços de Brandão - Paio Pires FC - SC Penalva Castelo - CA Pêro Pinheiro - GD Peniche - GD Ribeirão - UD Rio Maior - AD Sanjoanense - CD Santa Clara - FC Serpa - GD Sesimbra         | - Silves FC - Sport União Sintrense - FC Tadim - CD Teixosense - URD Tires - FC Tirsense - UD Tocha - CD Tondela - CD Torres Novas - CF Trafaria - União Santiago do Cacém - 1º de Maio Sarilhense - AD Valecambrense - UD Valonguense - Vasco da Gama AC - SC Vila Real - Vilanovense FC - Sport Viseu e Benfica - Vitória Lissabon - CF Valadares - CA Valdevez - SC Vianense - ID Vieirense - FC Vizela |

## 1. Runde
In dieser Runde nahmen die Vereine aus der Segunda und Terceira Divisão teil. Die Spiele fanden am 6. Oktober 1979 statt.
|                                    | Ergebnis  |                           |
| ---------------------------------- | --------- | ------------------------- |
| GD Ribeirão                        | 2:1       | USC Paredes               |
| GD Peniche                         | 4:0       | GD Coruchense             |
| SC Penalva Castelo                 | 1:1 n. V. | AC Alcanenense            |
| UD Rio Maior                       | 2:0       | União de Tomar            |
| GD Riopele                         | 3:0       | AD Sanjoanense            |
| SC Alba                            | 1:0       | RD Águeda                 |
| União Santiago do Cacém            | 1:5       | SC Lusitânia              |
| SG Sacavenense                     | 1:0       | Amora FC                  |
| FC Paços de Ferreira               | 1:0       | SC Salgueiros             |
| CF Marialvas                       | 1:0       | SC Campomaiorense         |
| Desportivo Monção                  | 2:0       | Aliados FC Lordelo        |
| SC Mirandela                       | 1:0       | AA Avanca                 |
| Merelinense FC                     | 1:5       | AD Fafe                   |
| Moreirense FC                      | 2:1       | Amarante FC               |
| Naval 1º de Maio                   | 3:2       | CD Torres Novas           |
| AD Limianos                        | 0:0 n. V. | CD Feirense               |
| Oliveira do Bairro SC              | 3:0       | GD Mangualde              |
| SC Leiria e Marrazes               | 3:0       | SCE Bombarralense         |
| Sport União Sintrense              | 2:1       | CF Bucelenses             |
| CA Valdevez                        | 1:0       | Gil Vicente FC            |
| CF Valadares                       | 0:2       | Leça FC                   |
| UD Santarém                        | 1:0       | CD Portalegrense          |
| Vasco da Gama AC                   | 1:1 n. V. | Lusitano GC Évora         |
| ID Vieirense                       | 2:1       | Sport Viseu e Benfica     |
| Vitória Lissabon                   | 3:2       | FC Barreirense            |
| Vilanovense FC                     | 0:1       | FC Infesta                |
| União Lamas                        | 3:0       | CD Paços de Brandão       |
| União de Coimbra                   | 9:0       | Ançã FC                   |
| URD Tires                          | 2:0       | GD Sesimbra               |
| FC Tadim                           | 1:1 n. V. | GD Prado                  |
| SC Covilhã                         | 1:1 n. V. | Anadia FC                 |
| FC Tirsense                        | 1:1 n. V. | SC Vianense               |
| CD Tondela                         | 0:3       | Caldas SC                 |
| CF Trafaria                        | 2:2 n. V. | Atlético CP               |
| SC União Torreense                 | 3:1       | AD Fornos de Algodres     |
| SC Maria da Fonte                  | 1:0       | AD Valecambrense          |
| Lusitano FC Vildemoinhos           | 2:2 n. V. | UD Batalha                |
| União Futebol Comércio e Indústria | 3:0       | 1º de Maio Sarilhense     |
| CD Montijo                         | 4:0       | Paio Pires FC             |
| CD Carapinheirense                 | 1:2       | GD Nazarenos              |
| CD Cova da Piedade                 | 0:1       | Silves FC                 |
| GD da Quimigal Barreiro            | 2:1       | SC Olhanense              |
| CF OS Elvenses                     | 0:2       | Odivelas FC               |
| CD Beja                            | 5:2       | Juventude Évora           |
| Juventude Campinense               | 3:1       | CA Pêro Pinheiro          |
| Atlético Cabeceirense              | 0:0 n. V. | CA Macedo de Cavaleiros   |
| Almada AC                          | 0:3       | SC Borbense               |
| SC Mineiro Aljustrelense           | 0:1       | Clube Oriental de Lisboa  |
| GD Alcochetense                    | 0:5       | SC Farense                |
| FC Alverca                         | 3:1       | CD Santa Clara            |
| GD Amiense                         | 3:1       | CD Teixosense             |
| Benfica e Castelo Branco           | 3:0       | Desportivo Castelo Branco |
| AC Malveira                        | 2:1       | SL Olivais                |
| Ermesinde SC                       | 2:1       | UD Valonguense            |
| SC Esmoriz                         | 0:2       | GD Chaves                 |
| AD Guarda                          | 0:0 n. V. | SL Cartaxo                |
| GC Alcobaça                        | 2:1       | AC Marinhense             |
| SC Freamunde                       | 0:2       | FC Mogadourense           |
| GF Guiense                         | 3:1       | UD Tocha                  |
| Leixões SC                         | 8:1       | CDC Montalegre            |
| Lusitano VRSA                      | 3:0       | GS Loures                 |
| Lusitânia Lourosa                  | 4:0       | Desportivo Aves           |
| Febres SC                          | 0:1       | UD Oliveirense            |
| FC Vizela                          | 1:0       | SC Lamego                 |
| Estrela Vendas Novas               | 2:1       | Nacional Funchal          |
| SC Estela Portalegre               | 1:0       | CD Alcains                |
| CF Esperança Lagos                 | 0:0 n. V. | CF Estrela Amadora        |
| FC Famalicão                       | 4:0       | GD Bragança               |
| FC Penafiel                        | 3:0       | SC Vila Real              |
| FC Serpa                           | 0:4       | O Elvas CAD               |
| FC Seixal                          | 3:0       | Sporting Cuba             |
| Académica de Coimbra               | 2:0       | Académico de Viseu FC     |

### Wiederholungsspiele
|                         | Ergebnis              |                          |
| ----------------------- | --------------------- | ------------------------ |
| CA Macedo de Cavaleiros | 5:1                   | Atlético Cabeceirense    |
| GD Prado                | 3:0                   | FC Tadim                 |
| SL Cartaxo              | 5:0                   | AD Guarda                |
| SC Vianense             | 2:1                   | FC Tirsense              |
| Lusitano GC Évora       | 1:4                   | Vasco da Gama AC         |
| CF Estrela Amadora      | 2:3                   | CF Esperança Lagos       |
| AC Alcanenense          | 0:1                   | SC Penalva Castelo       |
| Anadia FC               | 2:0                   | SC Covilhã               |
| UD Batalha              | 2:2 n. V. (3:2 i. E.) | Lusitano FC Vildemoinhos |
| CD Feirense             | 1:0                   | AD Limianos              |
| Atlético CP             | 7:0                   | CF Trafaria              |

## Hoffnungsrunde
Die Verlierer der 1. Runde bekamen eine zweite Chance.
|                           | Ergebnis  |                          |
| ------------------------- | --------- | ------------------------ |
| CD Santa Clara            | 3:2       | União Santiago do Cacém  |
| 1º de Maio Sarilhense     | 1:2       | SL Olivais               |
| SCE Bombarralense         | 3:2       | UD Tocha                 |
| CD Portalegrense          | 7:1       | GD Coruchense            |
| Paio Pires FC             | 3:0       | Sporting Cuba            |
| GD Mangualde              | 2:2 n. V. | Sport Viseu e Benfica    |
| CDC Montalegre            | 1:5       | FC Tirsense              |
| CD Paços de Brandão       | 4:1       | Desportivo Aves          |
| SC Vila Real              | 3:1       | AA Avanca                |
| SC Lamego                 | 3:1       | CF Valadares             |
| AD Valecambrense          | 0:2       | AD Limianos              |
| UD Valonguense            | 0:0 n. V. | SC Salgueiros            |
| Vilanovense FC            | 5:0       | Merelinense FC           |
| CD Torres Novas           | 1:2       | AD Fornos de Algodres    |
| CD Tondela                | 3:2       | Ançã FC                  |
| FC Tadim                  | 2:1       | USC Paredes              |
| CD Teixosense             | 1:7       | Académico de Viseu FC    |
| GS Loures                 | 2:3       | CD Cova da Piedade       |
| Aliados FC Lordelo        | 1:2       | GD Bragança              |
| SC Mineiro Aljustrelense  | 0:3       | FC Barreirense           |
| Almada AC                 | 1:1 n. V. | Juventude Évora          |
| GD Alcochetense           | 2:1       | CA Pêro Pinheiro         |
| AC Alcanenense            | 2:1       | AD Guarda                |
| AD Sanjoanense            | 0:1       | Amarante FC              |
| CD Alcains                | 0:1       | RD Águeda                |
| Atlético Cabeceirense     | 3:2       | Gil Vicente FC           |
| SC Campomaiorense         | 1:0       | AC Marinhense            |
| SC Freamunde              | 0:0 n. V. | SC Esmoriz               |
| GD Sesimbra               | 3:2       | SC Olhanense             |
| Febres SC                 | 0:2       | SC Covilhã               |
| FC Serpa                  | 0:1       | Lusitano GC Évora        |
| CD Carapinheirense        | 1:0       | União de Tomar           |
| Desportivo Castelo Branco | 2:0       | Lusitano FC Vildemoinhos |
| CF Estrela Amadora        | 4:0       | CF OS Elvenses           |
| CF Bucelenses             | 2:0       | Nacional Funchal         |
| Amora FC                  | 5:0       | CF Trafaria              |

### Wiederholungsspiele
|                       | Ergebnis |                |
| --------------------- | -------- | -------------- |
| Sport Viseu e Benfica | 2:1      | GD Mangualde   |
| SC Salgueiros         | 4:1      | UD Valonguense |
| Juventude Évora       | 3:0      | Almada AC      |
| SC Esmoriz            | 2:0      | SC Freamunde   |

## 2. Runde
Qualifiziert waren die 72 Sieger der 1. Runde, die 36 Sieger der Hoffnungsrunde, sowie die 16 Teams der Primeira Divisão. Die Spiele fanden am 1. und 2. Dezember 1979 statt.
|                          | Ergebnis  |                                    |
| ------------------------ | --------- | ---------------------------------- |
| Académica de Coimbra     | 5:1       | CD Portalegrense                   |
| Marítimo Funchal         | 3:0       | Amora FC                           |
| GD Riopele               | 0:2       | Boavista Porto                     |
| UD Rio Maior             | 1:1 n. V. | Vitória Setúbal                    |
| SG Sacavenense           | 0:0 n. V. | União Futebol Comércio e Indústria |
| SC Beira-Mar             | 3:1       | FC Paços de Ferreira               |
| Varzim SC                | 2:0       | GD Chaves                          |
| Paio Pires FC            | 2:1       | SC Vianense                        |
| CD Santa Clara           | 2:1       | GD Prado                           |
| AD Limianos              | 1:2       | Vasco da Gama AC                   |
| O Elvas CAD              | 2:0       | FC Famalicão                       |
| Naval 1º de Maio         | 1:3       | Académico de Viseu FC              |
| UD Oliveirense           | 0:1       | Sporting Braga                     |
| Clube Oriental de Lisboa | 2:0       | SC Leiria e Marrazes               |
| SL Cartaxo               | 2:1       | FC Barreirense                     |
| CF Marialvas             | 2:1       | CD Cova da Piedade                 |
| SC Farense               | 2:1       | FC Alverca                         |
| UD Santarém              | 1:0       | SC Vila Real                       |
| União Leiria             | 7:0       | Desportivo Castelo Branco          |
| ID Vieirense             | 0:3       | Rio Ave FC                         |
| Vilanovense FC           | 2:1       | Caldas SC                          |
| Vitória Lissabon         | 0:1       | RD Águeda                          |
| Sport Viseu e Benfica    | 1:0       | Oliveira do Bairro SC              |
| União Lamas              | 2:1       | SC Salgueiros                      |
| União de Coimbra         | 0:3       | SC Alba                            |
| SC Lamego                | 2:1       | SC Penalva Castelo                 |
| Moreirense FC            | 3:0       | Desportivo Monção                  |
| FC Tadim                 | 4:1       | SC Borbense                        |
| URD Tires                | 2:1       | GD Ribeirão                        |
| CD Tondela               | 1:0       | Ermesinde SC                       |
| SC Espinho               | 8:0       | GD Amiense                         |
| FC Mogadourense          | 2:1       | Sport União Sintrense              |
| CD Feirense              | 4:1       | UD Batalha                         |
| SC Campomaiorense        | 1:1 n. V. | Juventude Campinense               |
| CD Montijo               | 3:1       | Atlético CP                        |
| CD Beja                  | 0:2       | FC Tirsense                        |
| CF Esperança Lagos       | 3:0       | SCE Bombarralense                  |
| SC Esmoriz               | 1:5       | Belenenses Lissabon                |
| CF Bucelenses            | 1:0       | FC Vizela                          |
| GD Bragança              | 4:3       | CD Paços de Brandão                |
| GD Alcochetense          | 1:2       | Lusitano VRSA                      |
| AC Alcanenense           | 2:1       | SC Estela Portalegre               |
| Amarante FC              | 1:1 n. V. | Sporting Lissabon                  |
| Anadia FC                | 1:4       | Portimonense SC                    |
| Benfica Lissabon         | 3:0       | GD da Quimigal Barreiro            |
| Benfica e Castelo Branco | 2:0       | Lusitânia Lourosa                  |
| Estrela Vendas Novas     | 1:6       | Leixões SC                         |
| FC Infesta               | 6:0       | AC Malveira                        |
| Juventude Évora          | 1:3       | Vitória Guimarães                  |
| GF Guiense               | 0:2       | GD Peniche                         |
| Lusitano GC Évora        | 2:1       | SC Covilhã                         |
| CA Macedo de Cavaleiros  | 1:2       | CA Valdevez                        |
| SC Mirandela             | 5:1       | AD Fornos de Algodres              |
| SC Maria da Fonte        | 5:0       | Atlético Cabeceirense              |
| GC Alcobaça              | 2:0       | SL Olivais                         |
| GD Estoril Praia         | 2:2 n. V. | CF Estrela Amadora                 |
| Odivelas FC              | 2:1       | GD Sesimbra                        |
| Leça FC                  | 0:1       | GD Nazarenos                       |
| FC Penafiel              | 5:1       | CD Carapinheirense                 |
| FC Porto                 | 2:0       | SC Lusitânia                       |
| Silves FC                | 1:0       | FC Seixal                          |
| AD Fafe                  | 1:0       | SC União Torreense                 |

### Wiederholungsspiele
|                                    | Ergebnis  |                   |
| ---------------------------------- | --------- | ----------------- |
| Vitória Setúbal                    | 9:0       | UD Rio Maior      |
| Sporting Lissabon                  | 5:0       | Amarante FC       |
| União Futebol Comércio e Indústria | 1:0       | SG Sacavenense    |
| Juventude Campinense               | 7:0       | SC Campomaiorense |
| CF Estrela Amadora                 | 2:0 n. V. | GD Estoril Praia  |

## 3. Runde
Die Spiele fanden am 23. Dezember 1979 statt.
|                                    | Ergebnis  |                          |
| ---------------------------------- | --------- | ------------------------ |
| Sporting Braga                     | 1:2       | Vitória Guimarães        |
| SC Farense                         | 0:0 n. V. | UD Santarém              |
| SL Cartaxo                         | 3:2       | FC Mogadourense          |
| Portimonense SC                    | 3:1       | FC Infesta               |
| CD Santa Clara                     | 3:4       | CF Estrela Amadora       |
| SC Beira-Mar                       | 3:2       | União Leiria             |
| Sporting Lissabon                  | 4:1       | SC Espinho               |
| URD Tires                          | 0:2       | Boavista Porto           |
| Sport Viseu e Benfica              | 1:0       | Vilanovense FC           |
| Vitória Setúbal                    | 3:0       | Clube Oriental de Lisboa |
| Vasco da Gama AC                   | 2:0       | GD Peniche               |
| CA Valdevez                        | 3:0       | Odivelas FC              |
| CD Tondela                         | 0:1       | AD Fafe                  |
| União Lamas                        | 2:1       | Paio Pires FC            |
| Rio Ave FC                         | 4:0       | CF Esperança Lagos       |
| CF Marialvas                       | 3:2       | SC Alba                  |
| GD Bragança                        | 2:1       | SC Maria da Fonte        |
| CF Bucelenses                      | 2:0       | Lusitano GC Évora        |
| Benfica Lissabon                   | 9:0       | FC Tadim                 |
| Benfica e Castelo Branco           | 2:1       | RD Águeda                |
| Académico de Viseu FC              | 2:0       | CD Feirense              |
| Belenenses Lissabon                | 3:0       | SC Lamego                |
| Juventude Campinense               | 2:3       | GD Nazarenos             |
| CD Montijo                         | 0:0 n. V. | Marítimo Funchal         |
| Moreirense FC                      | 0:1       | Leixões SC               |
| O Elvas CAD                        | 1:0       | Lusitano VRSA            |
| Silves FC                          | 1:1 n. V. | SC Mirandela             |
| FC Porto                           | 3:0       | GC Alcobaça              |
| União Futebol Comércio e Indústria | 1:0       | AC Alcanenense           |
| FC Penafiel                        | 2:0       | FC Tirsense              |
| Académica de Coimbra               | 0:0 n. V. | Varzim SC                |

### Wiederholungsspiele
|                  | Ergebnis              |                      |
| ---------------- | --------------------- | -------------------- |
| UD Santarém      | 0:0 n. V. (5:6 i. E.) | SC Farense           |
| SC Mirandela     | 1:0                   | Silves FC            |
| Varzim SC        | 1:0                   | Académica de Coimbra |
| Marítimo Funchal | 4:0                   | CD Montijo           |

## 4. Runde
Der SC Ideal von den Azoren stieg in dieser Runde ein. Die Spiele fanden am 13. Januar 1980 statt.
|                                    | Ergebnis  |                       |
| ---------------------------------- | --------- | --------------------- |
| GD Nazarenos                       | 1:1 n. V. | Sporting Lissabon     |
| O Elvas CAD                        | 1:1 n. V. | Varzim SC             |
| Marítimo Funchal                   | 2:2 n. V. | Académico de Viseu FC |
| SC Beira-Mar                       | 1:0       | CA Valdevez           |
| SC Farense                         | 4:0       | SC Mirandela          |
| Vitória Setúbal                    | 2:1       | Vitória Guimarães     |
| SC Ideal                           | 1:3       | CF Marialvas          |
| FC Porto                           | 2:0       | Rio Ave FC            |
| FC Penafiel                        | 3:0       | CF Estrela Amadora    |
| Benfica e Castelo Branco           | 2:1       | Leixões SC            |
| Belenenses Lissabon                | 2:1       | Vasco da Gama AC      |
| Benfica Lissabon                   | 1:0       | Portimonense SC       |
| Boavista Porto                     | 3:0       | SL Cartaxo            |
| União Futebol Comércio e Indústria | 2:0       | União Lamas           |
| GD Bragança                        | 1:0       | Sport Viseu e Benfica |
| AD Fafe                            | 2:1       | CF Bucelenses         |

### Wiederholungsspiele
|                       | Ergebnis |                  |
| --------------------- | -------- | ---------------- |
| Sporting Lissabon     | 3:0      | GD Nazarenos     |
| Varzim SC             | 7:1      | O Elvas CAD      |
| Académico de Viseu FC | 0:1      | Marítimo Funchal |

## Achtelfinale
Die Spiele fanden am 16. und 17. Februar 1980 statt.
|                                    | Ergebnis  |                   |
| ---------------------------------- | --------- | ----------------- |
| Marítimo Funchal                   | 2:0       | CF Marialvas      |
| SC Beira-Mar                       | 2:0       | SC Farense        |
| Vitória Setúbal                    | 5:0       | FC Penafiel       |
| União Futebol Comércio e Indústria | 0:0 n. V. | Varzim SC         |
| GD Bragança                        | 2:0       | AD Fafe           |
| Belenenses Lissabon                | 1:2       | FC Porto          |
| Benfica e Castelo Branco           | 0:2       | Boavista Porto    |
| Benfica Lissabon                   | 2:1       | Sporting Lissabon |

### Wiederholungsspiel
|           | Ergebnis |                                    |
| --------- | -------- | ---------------------------------- |
| Varzim SC | 2:1      | União Futebol Comércio e Indústria |

## Viertelfinale
Die Spiele fanden am 9. März 1980 statt.
|                  | Ergebnis |                  |
| ---------------- | -------- | ---------------- |
| Vitória Setúbal  | 0:1      | Varzim SC        |
| SC Beira-Mar     | 0:1      | FC Porto         |
| Marítimo Funchal | 1:0      | Boavista Porto   |
| GD Bragança      | 0:2      | Benfica Lissabon |

## Halbfinale
Die Spiele fanden am 4. Mai 1980 statt.
|           | Ergebnis |                  |
| --------- | -------- | ---------------- |
| Varzim SC | 1:2      | Benfica Lissabon |
| FC Porto  | 3:0      | Marítimo Funchal |

## Finale
| Paarung          | Benfica Lissabon – FC Porto |
| Ergebnis         | 1:0 (1:0) |
| Datum            | 7. Juni 1980 |
| Stadion          | Estádio Nacional, Oeiras |
| Schiedsrichter   | César Correia |
| Tore             | 1:0 César (36.) |
| Benfica Lissabon | Manuel Bento – Alberto Fonseca (10. Frederico Rosa), João Laranjeira, António Bastos Lopes (70. Reinaldo Gomes), Humberto Coelho, Minervino Pietra – Toni, Shéu, Carlos Manuel – Nené , César Cheftrainer: Mário Wilson                        |
| FC Porto         | João Fonseca – Fernando Freitas, António Lima Pereira, Carlos Simões – Romeu Silva, Rodolfo Reis (46. Albertino Pereira), Quinito (65. Bife), António Franso, António Sousa, Adelino Teixeira – Fernando Gomes Cheftrainer: José Maria Pedroto |